# Jacques-Antoine Arlaud
Jacques-Antoine Arlaud (Ginevra, 18 maggio 1668 – Ginevra, 25 maggio 1743) è stato un pittore e miniatore svizzero.

## Biografia

Testa di un disperato

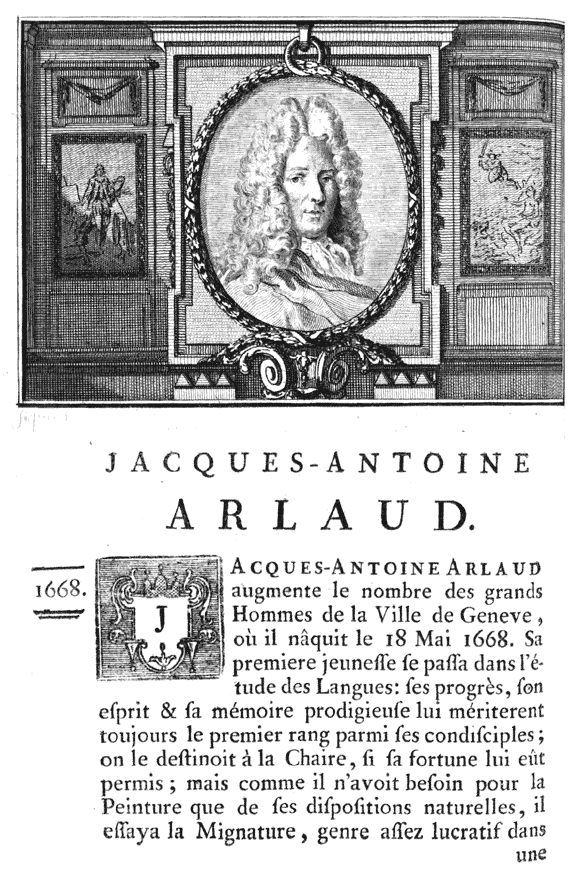
Biografia di Jacques-Antoine Arlaud con ritratto inciso sulla pagina 116 del volume IV, 1764

Jacques-Antoine Arlaud nacque il 18 maggio 1668 a Ginevra, figlio di Henri, orologiaio e di Jeanne Dassier, originaria di una famiglia di incisori.
Si avvicinò all'arte frequentando l'Accademia di Ginevra dal 1683, dove studiò disegno e pittura, dopo di che proseguì gli studi a Digione e a Parigi.
Miniaturista a Parigi dal 1688 al 1729, pittore e maestro del Reggente Filippo II di Borbone-Orléans. A Ginevra nel 1715, fu attivo in numerose missioni diplomatiche per conto del governo di Ginevra.
Uomo di intelligenza e di cultura fu apprezzato sia in Francia sia in Inghilterra da personalità quali lo scienziato Isaac Newton, con il quale strinse una profonda amicizia durante un soggiorno a Londra nel 1721.
Tornò a Ginevra nel 1729, come artista di successo e proprietario di una famosa collezione di opere d'arte. Arlaud diventò un punto di riferimento per la comunità di artisti e di artigiani; uno dei direttori della Biblioteca (1741) a cui lascerà parte delle sue proprietà.
Molto famoso ai suoi tempi, si dedicò con successo alla miniatura, alla pittura storica, a quella sacra e a quella di soggetto mitologico; ha rinnovato l'arte della miniatura e della ritrattistica, applicando le nuove idee del tempo alla miniatura, seguendo l'esempio di Nicolas de Largillière, nel cui studio ha lavorato a lungo, ispirandosi anche al trattamento cromatico e ottenendo bellissimi effetti di luce, distinguendosi per la qualità e la sottile conduzione del disegno, la piacevolezza e l'armonia del colore e per l'attenzione con cui seppe trattare i costumi.
Eseguì la ritrattistica sia come miniatore sia come pittore da cavalletto.
Il Museo di Ginevra conserva, tra le sue miniature, quelle coi ritratti del Re Sole, di Pietro il Grande, di Oliviero Cromwell.
Jacques-Antoine Arlaud morì il 25 maggio 1743 a Ginevra.

## Musei che espongono le sue opere
- Galleria degli Uffizi
- Musée d'art et d'histoire di Ginevra
- Musée cantonal des beaux-arts de Lausanne
- Museo del Louvre
- Museo nazionale di Stoccolma
- Victoria and Albert Museum
- Wallace Collection